# Caroline Dhavernas
Caroline Dhavernas, född 5 maj 1978 i Montréal i Québec, är en kanadensisk film- och TV-skådespelerska. Hon är mest känd för sin roll som dr Alana Bloom i den amerikanska TV-serien Hannibal. 2017–2019 spelade hon den inte helt moraliskt korrekta läkaren Mary Harris i dramathrillerserien Mary Kills People.